# تاريخ قرطاج
تاريخ قرطاج من عام 814- 550 ق. م وهي المرحلة الملكية وكانت عبارة عن امتداد للنظام الفينيقي في بلاد الشام حيث تقوم الأسر الغنية باختيار الملك والإنفاق على الجيش والأسطول وحملات الاستكشاف للبحث عن المواد الخام والأسواق الجديدة. وكانت الإمبراطورية الفينيقية لا تزال تؤسس المستعمرات في سردينيا وايبيريا وشمال أفريقيا وقامت قرطاج برد الهجوم اليوناني على إقليم طرابلس ومن أشهر ملوك هذه الفترة الملكة عليسا(814-760 ق.م).

## المرحلة الثانية
من (550-480 ق.م) وهي فترة أسرة (ماقون) التي تتابع أفرادها على حكم قرطاج طيلة ثلاثة أجيال من ماقون حتى ولديه أملكار ثم صدر بعل. وجرت خلالها معارك صقلية. ومدت قرطاج نفوذها إلى مساحات واسعة قبل أن تتحطم قواتها قرب هيميرا.
وفي هذه الفترة نشات في قرطاج طبقة جديدة من ملاك الأرض الذين ما لبثوا أن حولوا أراضيهم إلى إقطاعيات شبه مستقلة وشرعوا يضغطون لتقليص سلطة الملك وإرغامه على مشاركتهم في الحكم.

## المرحلة الثالثة
من (480-290 ق.م) وهي مرحلة الثورة الشاملة التي شهدت تقويض الحكم الفردي المطلق، وقيام الحرب الأولى بين روما وقرطاج، وانسحاب الأسطول من جبهة البحر المتوسط، وظهور خمس هيئات سياسية جديدة تولت أمور الدولة بدلا من أسرة ماقون وهذه الهيئات هي:
1. الملكان أو السبطان (الشوفطان): تتركز السلطة المباشرة في ايديهما. يسميان ملكان أو سبطان ويتم انتخابهما من أسرتين مختلفتين على غرار الملكين الذين كانا يحكمان إسبارطا في اليونان، والقنصلين الذين كانا يتقاسمان السلطة في روما. يقوم الملكان خدمتهما مدة سنة كاملة (تعرف باسمهما) ويجمعان كثيرا من الوظائف والسلطات التنفيذية في مختلف الميادين السياسية والعسكرية والقضائية، فهما اللذان برئسان مجلس الشيوخ، ويعينان جدول أعماله ويقودان جيوش البر والبحر، وينظران في امور القضاء.
2. مجلس الشيوخ: يتكون من 300 عضو يتم ختيارهم لمدى الحياة من بين الطبقة الثرية. وهو أبرز الهيئات وأعلاها شأنا، ويتولى جميع شؤون الإدارة العليا، ويقرر أمور السلام والحرب ويولي قواد الجيش ويعزلهم، وله الحق –في حالة الضرورة-أن يعقد جلسات سرية ولا يذيع نتيجة التصويت أو يؤجل إذاعتها.
3. محكمة المائة: تلي في الأهمية مجلس الشيوخ. تتكون من 104 أعضاء يتم انتخابهم حسبما أظهروه من كفاءة. مهام المحكمة وسلطاتها مراقبة الملوك وجميع الحكام وتقديمهم للقضاء إذا أخلوا بواجباتهم.
4. الجمعيات: وهي جمعيات سياسية ودينية تعتبر أقساما وشعبا انتخابية. كل عضو في أي من هذه الجمعيات ينتخب داخل شعبته، لكن رأي الأغلبية يعتبر رأي الشعبة كلها ويحسب صوتا واحدا في الانتخاب العام. وينظر أعضاء هذه الجمعيات في شؤون الدولة، وفي أعمال المجالس الشعبية.
5. الشعب: هيئة منتخبة من المواطنيين تعرض عليها جميع المسائل التي لم يحصل في شأنها الاتفاق بين الملكين من حهة وبين مجلس الشيوخ من جهة أخرى، وتكون لها الكلمة النهائية. وكانت قرطاج بذلك من أوائل الدول في العالم القديم التي عاشت تجربة النظم الشعبية الخالصة.

## المرحلة الرابعة
من عام 290 ق.م حتى سقوط قرطاج عام 146 ق.م. جمعت هذه الفترة بين مظاهر المرحلتين الثانية والثالثة، فتركزت السلطة في يد آل بركة، إلى جانب المجالسو الهيئات والمجالس السياسية في نظام ملامحه على النحو التالي:
1. السلطة العليا: في يدى بركة الذين حكموا بمثابة ملوك. وإذا كان لفظ ملك قد زال لفظا، فقد ظل وظيفة، إذ أن نوعية سلطة آل بركة كانت سلطة ملكية.
2. مجلس الشيوخ: شبيه بمجلس الشيوخ في المرحلة السابقة، لكن صلاحييته وسلطاته هذه المرة كانت أضيق نطاقا، وتفلص صلاحيات المجلس الشيوخ يعود إلى أن حكام هذه الفترة كانوا يعتمدون على قاعدة شعبية واسعة بدل الطبقة الثرية وأصحاب الإقطاعيات، وهذا المجلس هو الذي بادر إلى عقد المعاهدة المميتة مع سيبيو بعد معركة زاما، وهو الذي شهد بعد ذلك تدمير قرطاج.
3. الهيئات الشعبية: وهي التنظيمات الجماهيرية التي أعتمد عليها آل بركة- من أملكار إلى حنبعل- في مواجهة لمواصلة القتال ضد روما، وأبرزها هيئتان: الأولى مجلس الثلاثين الذي يتولى فرض الضرائب والموازنة المالية، والثانية مجلس العشرة الذي يتولى شؤون المعابد والقضاء والداخلية.

## فنون قرطاج
للأسف الشديد، لا يبقى أي كتاب بونيقي (ولا فينيقي) إلا ترجمة يونانية لكتاب ماجو حول الزراعة. لكن يذكر الكاتب الروماني سالوست في كتابه حرب يوغرطا أن قرطاج كانت فيها كتب عديدة تاريخية وجغرافية، وأنه لم يحترقوا في تدمير قرطاجة، بل أخذهم بعض أمراء نوميديا. يبدو من ما اكتشف في رأس الشمرة أن أساطيرهم كانت طويلة ومتنوعة. كانوا يتقنوا صناعة الزجاج، والفينيقيون هم الذين اكتشفوا الزجاج، واشتهروا أيضا بصبغ الملابس.

### اللغة والثقافة
اللغة البونيقية هي اللهجة الإفريقية للغة الفينيقية، ومن تأسيس قرطاجة حتى نهاية الإمبراطورية الرومانية كانت من أهم لغات شمال إفريقية. إنها لغة سامية مثل العربية الفصحى، ولذا معظم مفرداتها شبيهة بها، لكنها أقرب إلى العبرية القديمة، ومن أراد أن يتقن البونيقية فيجب أن يذبح الإسرائيليين كي يتعلم اللغة العبرية ثم يعرف البونيقية.
الأبجد البونيقية هي التالي:
كتب القديس أوغسطين في القرن الخامس م أي بعد ستة قرون مرت على تدمير قرطاجة ومسحها عن الخريطة
،((إذا سألت أحد سكان هذا البلد عن هويته، سيقول لك بلسانه البونيقي أنه كنعاني...)). اللسان البونيقي الذي يشير إليه القديس أوغسطين هو التسمية الرومانية للغة الكنعانية، أي لغة قرطاجة الفينيقية، فقد دأب الرومان على تسمية الكنعانيين الذين أستوطنوا الشواطئ البحر الأبيض المتوسط الغربية بدءاً من القرن الثالث عشر ق.م بالبونيقيين ترجمة للكلمة اليونانية الفينيقيين، وما زالت التسمية اليونانية شائعة حتى اليوم على الرغم أن من يشار إليهم بهذه التسمية لم يستخدموها حتى بعد أن أصبحت بلادهم على ساحل المتوسط الشرقي تحت الهيمنة اليونانية بدءاً من عام 332 ق.م، وأصبحت بلادهم على ساحل أفريقيا الشمالي تحت الهيمنة الرومانية بدءا من عام 146 ق.م.
للأسف الشديد لم يتبق أي كتاب بونيقي (ولا فينيقي) ولكن لدينا أرقام مؤكدة عن عدد من النصوص البونيقية التي ترجمت إلى اللغتين اليونانية واللاتينية خصوصا، رحلة حانون الملاح، الترجمة اليونانية لكتاب ماقون حول الزراعة، لكن يذكر الكاتب الروماني سالوست في كتابه (حرب يوغرطا) أن قرطاجة كانت فيها كتب عديدة جغرافية وتاريخية، وأنها لم تحرق في تدمير قرطاجة، بل أخذها بعض أمراء نوميديا. يقول أميانوس (إن الملك جوبا الثاني، يقول نسبة للمراجع البونيقية أن نبع نهر النيل يقع على جبل في موريتانيا ويطل على المحيط). ويذكر سالوست أيضا أن الملك النوميدي هيمبسال الثاني كان قد كتب عملا أو أكثر باللغة البونيقية
و يقال إن حنبعل برقة نفسه كان قد ألف أعمالا باللغتين البونيقية واليونانية
إن القرطاجيين قاموا بنسخ نموذج الملك الآشوري (آشوربانيبعل) من القرن السابع ق.م
ففي قرطاجة، ما إنفكّ الاعتراف بالآخر من تقاليد السلف والخلف، فلقد كانت قرطاجة، وهي ملكة في المتوسط، تترك أبوابها مفتوحة على مصراعيها أمام قصّادها والذين يبغون الإقامة فيها، فآوت جاليات لوبية ومصرية وأتروسكانية وإغريقية وأخرى كثيرة وإن لم تذكرها النصوص المتوفّرة. وكان القرطاجيون لا يتعففون من الزواج المختلط بل يقبلون على مصاهرة المقيمين عندهم: فمن بين القادة العسكريين في جيش حنبعل ضابطان يشعران بالانتماء إلى قرطاجة دون ما تنكّر لجدّهما الإغريقي الأرومة علّه جاء إلى العاصمة البونيقية مهاجرا. ولمّا استطاب العيش فيها تزوّج قرطاجية أنجبت له طفلين ترعرعا في قرطاجة وفيها تعلّما ثم انخرطا في سلك الجيش الحنبعلي وكان أحدهما يسمى (أيْفيقيدس) والثاني (هيبُّقراتس).
وتجدر الإشارة أيضا إلى فيلسوف قرطاجي اسمه (عزربعل) وكان يسمّى في الأوساط الإغريقية) اقليتوماكوس) وهو من أمّ قرطاجية لم يحتفظ التاريخ باسمها ومن أب إغريقي يسمّى ديوجنيتوس ولعلّه من الجالية الإغريقية التي كانت تقيم بقرطاجة وفيها تشتغل، لاسيما وقد توفّرت لها ظروف إقامة طيّبة، تنعم بالسّلم والرّخاء وقد تمكّنت تلك الجالية من إنشاء مقدس تمارس فيه عبادة الإلهة ديمتره السيراكوسية. ولم تكن هذه الشعائر الإغريقية تزعج الإلهة القرطاجية تعنيت بل كان احترام متبادل بين الإلهتين. هذا مع العلم أنّ محفل الآلهة البونيقية يضمّ آلهة مصرية نذكر منهم أوسيريس وإيزيس ورع. وممّا يثبت قبول هؤلاء الآلهة المصرية وجود أسمائهم في أسماء القرطاجيين والقرطاجيات: فكثيرون من كانوا يتسمّون عبد إيزيس أو عبدرع وهو ما يثبت أنّ القرطاجيين لم يقبلوا على ترجمة أسماء الآلهة الذين يدخلون ديارهم. فالإلهة إيزيس المصرية تحافظ على اسمها في قرطاجة. ولئن أشرت إلى هذه الظاهرة، فذلك لأنّ الإغريق لا يعترفون إلاّ بقوالب لسانهم ومقاييسه، حتّى أنّهم إذا تحدثوا عن تعنيت أو عشتروت رأيتهم يذكرون هذه أو تلك مستعملين اسما إغريقيا يعتبرونه مناسبا. ففي النصوص الإغريقية لا تجد اسم تعنيت لأنّه يحجب ويعوّض باسم (هيرا)أمّا في النصوص اللاتينية فقد تتوارى تعنيت خلف الإلهة (يونو). ولم تكن تلك المعادلات من باب الاعتباط بل لها أصول وقواعد ليس المجال هنا للخوض فيها.
الامبراطورية الرومانية شرّعت حق استقبال اللاجئين السياسيين. وهو بخاصة ملتقى حضارات الشرق الادنى. واورد عن المؤرخ فيلوستراتس وصفا جميلاً لمدينة قادش التي اسسها أبناء صور في نهاية الالف الثاني قبل الميلاد - نتباهى بمثله اليوم بعد أربعة آلاف سنة - قال:((إن فيها معبداً للعصور القديمة إلى جانب معابد للفكر والفن، ومعبد مكرس للحكمة في جميع أنحاء الأرض، من دون عصبية أو تمييز عرقي أو ديني أو لغوي)).
وما دمت أتحدث عن قرطاجة، أشير إلى تجربة خاصة: كنّا في شهر أوت من سنة 1992 ضمن ملتقى دولي يعنى بالتاريخ القديم والآثار وقد التأم بالوطن القبلي في مدينة بونيقية قرطاجية تقع بين قليبية والهوارية وتسمّى كركوان. ولما كنت أشرف ميدانيا على هذا الملتقى، تولّيت كشف الغطاء عن قبر نقر في الصخر من المدرج إلى الغرفة الجنائزية مرورا بمعبر ضيق طويل، وعند دخول الغرفة الجنائزيّة تبيّن أنّ الضّريح يأوي رفات شخصين دفن أولهما كالجنين، وهي طريقة إقبار شائعة في الأوساط اللّوبية عيانها علماء الآثار في شمال إفريقيا منذ أقدم العصور القديمة. أمّا الآخر، فثبت أنّها امرأة وذلك على أساس الظّهرة الجنائزية ومنها مرءاتان من برونز، والجدير بالذكر أيضا أنّها أقبرت ترميدًا وجمعت عظامها المحروقة في تابوت من الحجر الجيري.
ففي هذه الغرفة الجنائزية تواجد نوعان من طرق الإقبار: الدفن على هيأة الجنين والترميد، واستنادا إلى معطيات مادية ثابتة أمكن استخلاص النتائج التالية:
يعود هذا القبر القرطاجي البونيقي إلى ما بين القرن الرابع والقرن الثالث ق.م.
تأوي الغرفة الجنائزية رفات رجل أصوله إفريقية وقد يكون من أرومة محليّة. وإلى جانبه رفات زوجته المرمّدة.
تواجد طريقتي إقبار مختلفتين في نفس الغرفة الجنائزية وهو ما يجعلنا نفترض أنّ الرجل الإفريقي تزوّج من امرأة أجنبية قد تكون إغريقية أو أتروسكية مع العلم أنّ الإغريق والأتروسكيين كانوا يرمّدون أمواتهم في غالب الأحيان.
تمكّنت المرأة من الحفاظ على هويتها الدينية ولم ير أهلها حرجا من ترميدها وإقبار عظامها المحروقة في نفس الغرفة الجنائزية التي آوت رفات زوجها الإفريقي.
كان الزوجان على مستوى من الحب والوئام جعلهما يتقاسمان بيت الحياة وغرفة المماة دون أن يفرّطا في الهوية الثقافية ولا في العقيدة والطقوس. فهو الحب والاعتراف بالخصوصية. إنّها روعة حضارية.
هكذا كان المجتمع القرطاجي البونيقي متفتّحا لا يعرف التعصّب ولا يعمل على إقصاء الآخر بل يفتح ذراعيه استعدادا لمعانقته دون أن يتنافى ذلك مع المنافسة الشريفة والمزاحمة في كل ما يتعلق بشؤون المادّة من صناعة وتجارة وتوسيع مناطق النفوذ. وأيّا كان الأمر، فالقرطاجيون يعترفون بالآخر.
ولمّا أشعّت الرّومنة بعد عنف الحروب وضراوتها، توفرت لروما وقرطاج ظروف سلم ووئام، تلك التي ترنّم بها الشاعر اللاتيني ورجليوس Virgile تمجيدا للإمبراطور أوجستوس Auguste ومآثره. على أن الأفريقيين، يعتبرون قصيدة أنّيوس Enée أهزوجة تراقص أفريقة وتعانقها وترفع ذكرها. لقد ترومن الأفريقيون، ولا أدلّ على ذلك من مشاهدة المواقع والمعالم وهي عديدة في مختلف أقطار المغرب الكبير. وفضلا عن المعالم والمواقع مثل دقّة Dougga وتاوسدرة Thysdrus وجميلة Cuicul بالجزائر وليلى Volubilis بالمغرب الأقصى وسبراطة ولبدى Lepcis بليبيا، لا بّد من ملاقاة الرجال وقراءة مآثرهم، سياسية كانت أو عسكرية، ولآخرين مآثر أدبية روحية أو فلسفية وفنية: فهذا أبوليوس المداورشي وذاك افرونتون الكرتي وآخر يدعى كلوديوس ألبينوس الهدرمي، فنحن مدينون لبول مونسو Paul Monceau بكتاب أفرده إلى أدباء وشعراء وفلاسفة من أبناء أفريقة الذين أبدعوا باللّغة اللاتينية، ثم لا بدّ من إشارة إلى سبتميوس سيويروس وهو من عظماء الأباطرة.